# Friederike Ebli

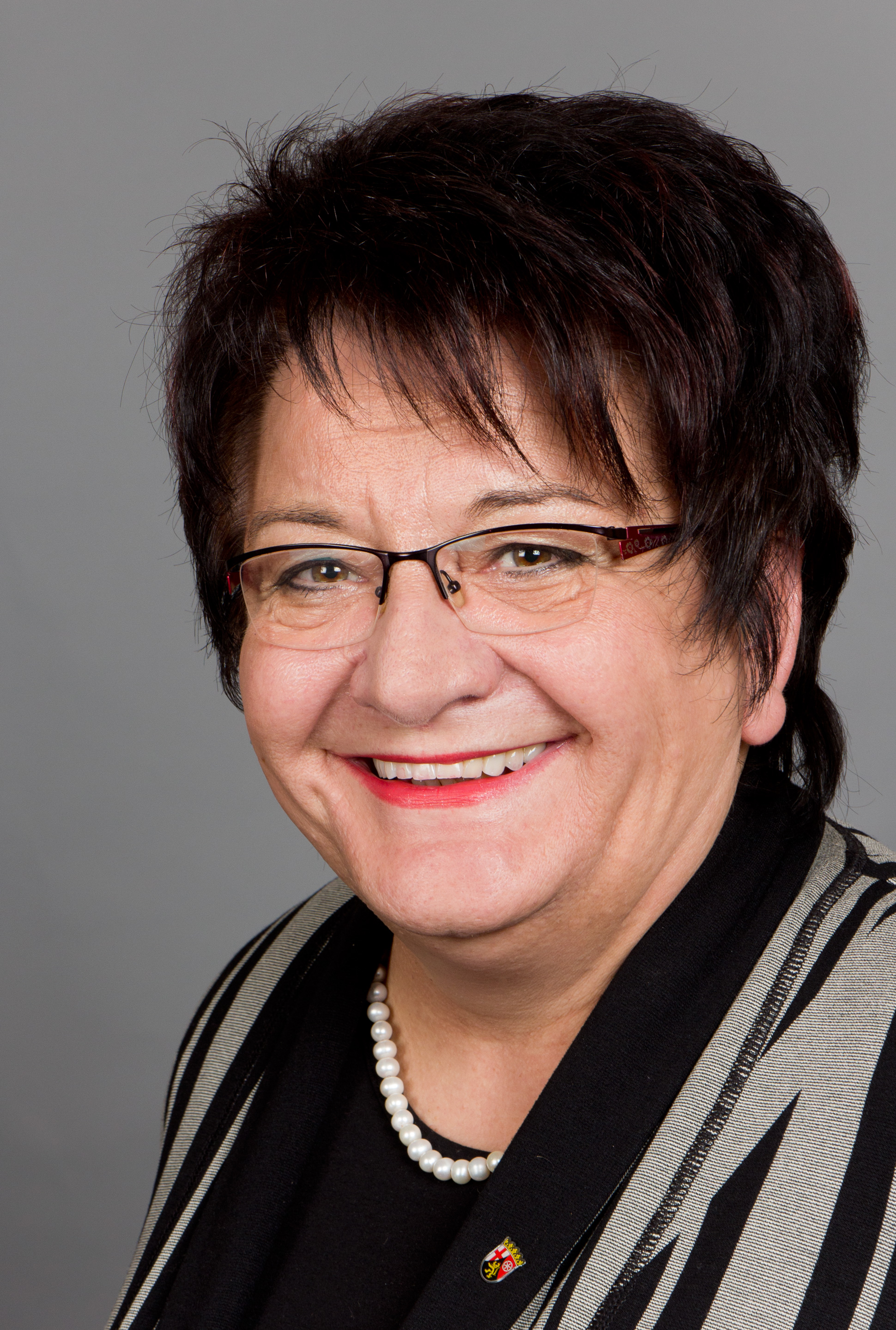
Friederike Ebli (2014)

Friederike Franziska Ebli (* 2. Juli 1950 in Speyer) ist eine deutsche Politikerin (SPD) und war von 1996 bis 2014 Mitglied des rheinland-pfälzischen Landtags.

## Ausbildung, Beruf und Familie
Ebli absolvierte von 1965 bis 1968 eine Ausbildung zur Arzthelferin. Nach der Lehre war sie bis 1988 in dem Beruf tätig. Zusätzlich war sie von 1978 bis 1988 stellvertretende Kreisvorsitzende der Gewerkschaft ÖTV. Anschließend wurde sie bis 1996 erste hauptamtliche Frauenbeauftragte der Stadt Speyer.
Ebli ist verheiratet und hat einen Sohn.

## Politik
1978 trat Ebli der SPD bei und wurde ein Jahr später in die Gemeinderäte von Hanhofen und der Verbandsgemeinde Dudenhofen gewählt. 1984 wurde sie Mitglied des Kreistages des Landkreises Ludwigshafen. 1994 wurde sie zur Ortsbürgermeisterin von Hanhofen gewählt; dieses Amt übte sie bis 2019 aus. Von 1996 bis 2014 war sie Abgeordnete des rheinland-pfälzischen Landtags. Sie vertrat dort den Wahlkreis 38 (Speyer) und war Vorsitzende des Ausschusses für Arbeit, Soziales, Familie und Gesundheit. 2005 wurde Ebli zur Vorsitzenden des SPD-Bezirks Speyer gewählt.
Ebli wurde 2011 einstimmig zur neuen Vorsitzenden des Ausschusses für Inneres, Sport und Infrastruktur gewählt. Sie legte ihr Mandat im Dezember 2014 nieder. Walter Feiniler rückte für sie in den Landtag nach.

### Gremienmitgliedschaften
- Ausschuss für Europafragen und eine Welt, Ordentl. Mitglied
- Ausschuss für Soziales, Arbeit, Gesundheit und Demografie, Ordentl. Mitglied
- Enquete-Kommission Kommunale Finanzen, Ordentl. Mitglied
- Zwischenausschuss, Ordentl. Mitglied
- Ausschuss für Gleichstellung und Frauenförderung, Stellv. Mitglied
- Haushalts- und Finanzausschuss, Stellv. Mitglied
- Ausschuss für Inneres, Sport und Infrastruktur, Vorsitzende

## Ehrung
Das Land Rheinland-Pfalz ehrte sie 2013 mit der Verleihung der Freiherr-vom-Stein-Plakette.